# Xicu Masó i Turón
Xicu Masó i Turón (Girona, 1959) és un actor i director teatral català.
Format al Teatre Lliure de Barcelona al costat de Fabià Puigserver i Lluís Pasqual. El 1977 va ser cofundador de la companyia El Talleret de Salt. Ha treballat com a actor i director. Per una banda, ha actuat en obres de teatre com Prendre partit, de H. Harwood, sota la direcció de Ferran Madico; Càndid, de Molière i dirigit per Carles Alfaro o L'oncle Vània, d'Anton Txèkhov, amb el director Joan Ollé. També ha participat en diverses produccions de televisió com Secrets de família (1995), Temps de silenci (2001-02) o Polseres vermelles (2011-13).
Com a director, amb la companyia Teatre de Ciutat, fundada amb Pep Tosar i Lluís Massanet, va dirigir Sa història des senyor Sommer, de Patrick Süskind, la qual va ser guardonada amb el premi especial de la Crítica el 1995. També ha dirigit Rèquiem (1999), d'Antonio Tabucchi al Teatre Adrià Gual (Barcelona), i El mestre i Margarida (2003), de Mikhaïl Bulgàkov, al Teatre Lliure de Gràcia, una de les seves direccions més destacades. També és d'esment El fantàstic Francis Hardy (2004), de Brian Friel, entre d'altres. L'any 2005 va refundar el projecte en comú amb Pep Tosar, que va donar lloc a La Miranda Produccions, amb la qual va presentar Al vostre gust, de William Shakespeare al Festival Grec del mateix any. La seva feina com a director es caracteritza per la sobrietat, basada en l'economia dels mitjans, la precisió i el gust pels missatges clars i directes que denoten l'estudi i comprensió dels textos representats.
Actualment també és professor de l'Escola Universitària ERAM, adscrita a la Universitat de Girona.